# Alloeopage euri
Alloeopage euri là một loài bướm đêm trong họ Geometridae.